# Галимзянов, Денис Рамильевич
Денис Рамильевич Галимзянов (тат. Денис Рамил улы Галимҗанов; род. 7 марта 1987, Свердловск, РСФСР, СССР) — российский шоссейный велогонщик, выступающий за «Team Katusha», представитель небольшой для российского велоспорта прослойки спринтеров. По национальности — татарин.

## Карьера
Выступая за любительскую команду «Premier», он выиграл несколько этапов многодневок, а также Кубок мэра и Пять колец Москвы. В 2008 году Галимзянов стал выступать за «Tinkoff Credit Systems», вскоре переродившуюся в «Team Katusha». В сентябре 2010 года он впервые проехал Вуэльту Испании, где 5 раз заканчивал этап в первой десятке, до того как сойти на 14-м этапе. В следующем сезоне Галимзянов выиграл два этапа многодневок третьего эшелона; сошёл на экваторе Тур де Франс. В сентябре он одержал свою главную в карьере победу, на одной из старейших велогонок Париж — Брюссель, после чего отправился на чемпионат мира капитаном сборной в групповой гонке. На последних километрах Галимзянов потерял колесо вывозившего его в голову пелотона партнёра, и финишировал только 11-м. Через полторы недели он стартовал на дебютном Туре Пекина, где на 2-м этапе проиграл лишь пару сантиметров победителю Хайнриху Хаусслеру. Однако на заключительном этапе Галимзянову удалось одержать первую победу в рамках Мирового Тура, которая принесла ему также титул лучшего спринтера гонки.

### Допинг-скандал
В марте 2012 года при анализе пробы, взятой у Галимзянова в рамках внесоревновательного допинг-контроля, были обнаружены следы запрещенного к использованию препарата эритропоэтина. В открытом письме Галимзянов признал свою вину в сознательном употреблении допинга, отказавшись от вскрытия пробы B. При этом он исключил осведомленность членов велокоманды «Катюша», которой он принадлежит, о его решении использовать эритропоэтин. Вскоре он также заявил, что впервые применил допинг незадолго до положительного допинг-теста, а запрещённый препарат купил в интернете.
Руководство «Катюши» приняло решение отстранить Галимзянова от всех соревнований до полного рассмотрения ситуации и вынесения какого-либо решения по данному вопросу Федерацией велосипедного спорта России. 19 декабря 2012 года стало известно что РУСАДА дисквалифицировала спортсмена на два года за нарушение антидопинговых правил.

## Достижения
2006
- Победа на 8-м этапе Пути к Пекину
- Победа на 4-м Б этапе Тура Болгарии

2007
- Победа на 1-м этапе Гран-при Сочи
- Победа на Кубке мэра
- Победа на 5-м этапе Пяти колец Москвы
- Победа на 5-м этапе Тура Берлина
- Победа в прологе и на 3-м этапе Тура Хайнаня

2008
- Победа на 5-м этапе Тура Нормандии
- Победа в общем зачёте, на 1-м Б, 2-м, 3-м и 5-м этапах Пяти колец Москвы
- Победа на 3-м этапе Балтик — Карконоше Тур
- Победа на 1-м этапе Тура Сочи

2010
- Победа на 3-м этапе (командная разделка) Вуэльты Бургоса
- 2-й на Гран-при д'Изберге

2011
- Победа на 2-м этапе Трёх дней де Панне
- Победа на 1-м этапе Тура Люксембурга
- Победа на Париж — Брюссель
- Победа на 5-м этапе Тура Пекина